# Oleandrin
Oleandrin je toxický srdeční glykosid vyskytující se v míze oleandru obecného (Nerium oleander L.). Spolu s neandrinem je primárně zodpovědný za toxicitu mízy oleandru. Oleandrin byl mnoho let používán v Číně a Rusku pro své vlastnosti jako srdeční glykosid a to jak pro sebevražedné, tak pro terapeutické účely např. při léčbě srdeční insuficience.

## Syntéza

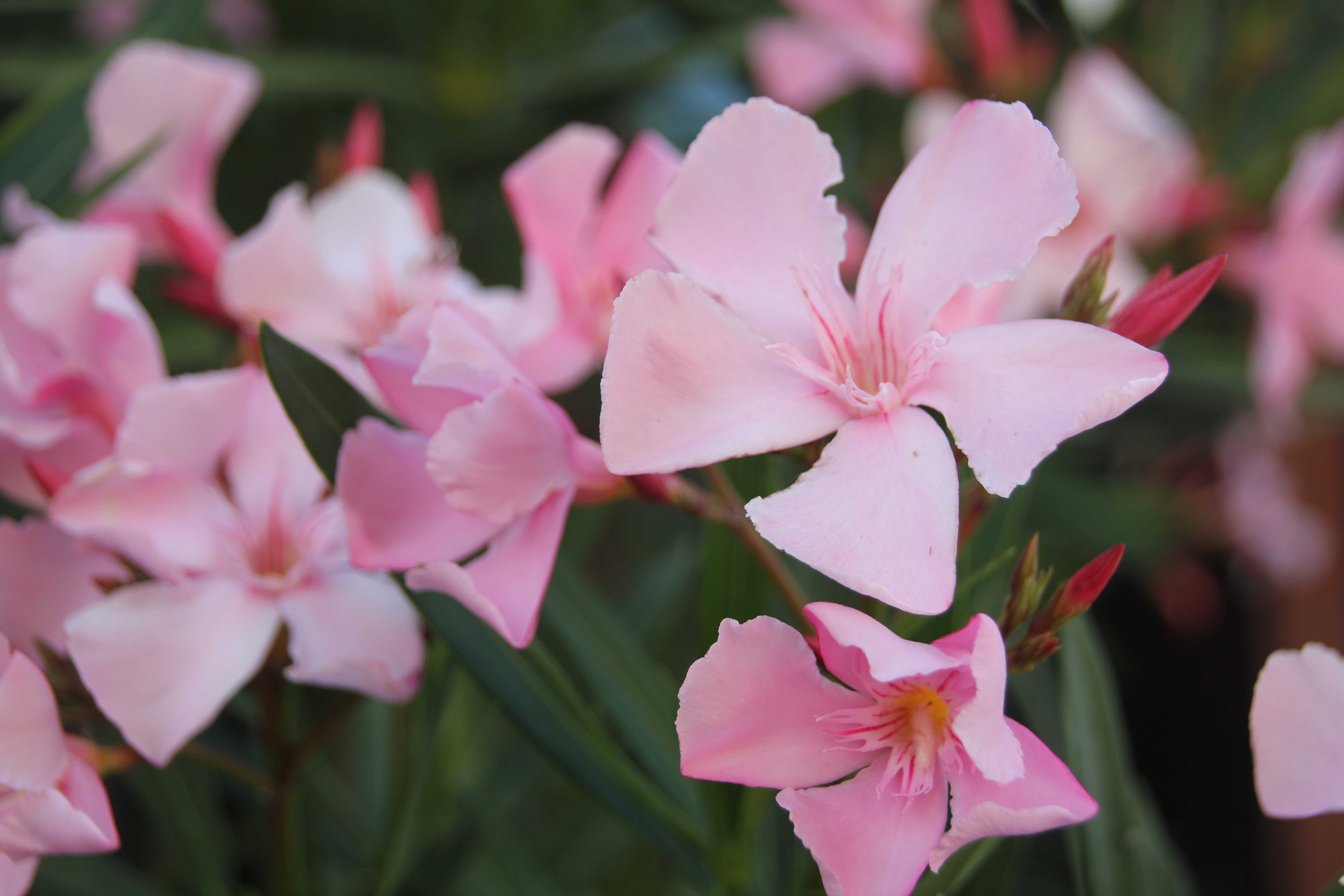
Květy oleandru (Nerium oleander)

Oleandrin a jeho derivát oleandrigenin se tvoří v rostlině N. oleander. Samotný oleandrin může být získán z listů a jiných částí rostliny, ale může být také vyroben v laboratoři za použití buněčných kultur. Zde může být syntéza oleandrinu (spolu s dalšími metabolity) stimulována v netransformovaných kulturách rostlinných buněk s doplněním fytohormonu. Nicméně tento způsob není vhodný k produkci většího množství kvůli krátké životnosti buněk. Transgenní kultury Agrobacteria jsou schopny syntetizovat velké množství oleandrinu a dalších metabolitů oleandrových rostlin, vhodných pro farmaceutické účely.

## Dostupné formy
Oleandrin je kromě své čisté formy také úzce spjat se strukturně podobnými glykosidy, které mají více méně stejné vlastnosti jako oleandrin:
- Oleandrigenin je deglykosylovaný metabolit oleandrinu. Má však mírnější účinek
- Neandrin
- Neritaloid
- Odorside

## Mechanismus působení
Vzhledem ke svým vlastnostem srdečního glykosidu interferuje oleandrin s některými esenciálními procesy v buňce, z nichž nejdůležitější je inhibice sodno-draselné pumpy. Tento protein umožňuje buňce výměnu kationtů Na+ a K+ mezi mezibuněčnými a extracelulárními prostory, kterými je například umožněna elektronická signalizace v nervových buňkách. Oleandrin se váže na specifické aminokyseliny v proteinu, což způsobuje ztrátu funkce. Po depolarizaci buňky, ve které Na+ proudí do buňky, nemůže být Na+ transportován zpět do extracelulární membrány, což způsobuje vymizení gradientu sodíku. Tento gradient je hybnou silou pro další transportní proteiny, jako je výměník sodíku a vápníku, který hraje důležitou roli v kardiomyocytech.
Aby byla možná svalová kontrakce, je rozhodující přítok vápníku z extracelulární tekutiny do buňky. Po svalové kontrakci se vápník normálně čerpá z buňky a vyměňuje se za sodík. Když je gradient sodíku vyčerpán, vápník nemůže být čerpán zpět a v důsledku toho se hromadí v kardiomyocytech
V důsledku vysoké koncentrace vápníku se vlákna aktinu a myosinu vážou silněji, nejsou schopna se správně uvolnit, aby se umožnila nová kontrakce. To může mít za následek srdeční arytmie, v nejhorším případě snížení srdečního výdeje a způsobení nedostatku kyslíku v životně důležitých tkáních.
Kromě toho, že je silnou toxickou sloučeninou, může být také používán terapeuticky. Jak oleandrin, tak oleandrigenin, stejně jako jim příbuzné látky, mohou být schopny inhibovat proliferaci nádorových buněk a stimulovat jejich apoptózu v důsledku vysoké koncentrace intracelulárního vápníku. Kromě toho inhibuje vylučování fibroblastového růstového faktoru 2 prostřednictvím membránové interakce a inhibicí čerpadla sodno-draselné pumpy. Neexistují však žádné výsledky klinického testování na lidech, které by podporovaly jakékoli použití jako léčba rakoviny.

## Příznaky otravy
Symptomy otravy oleandrinem mohou způsobit jak gastrointestinální, tak kardiální účinky. Gastrointestinální účinky mohou zahrnovat nevolnost, bolest břicha a zvracení, jakož i vyšší slinění a průjem (který může obsahovat krev). Po těchto prvních příznacích může být srdce ovlivněno tachyarytmií, bradyarytmií, předčasnými komorovými kontrakcemi nebo atrioventrikulární blokádou. Také se může objevit xanthocie(žluté vidění), pocit pálení sliznic očí a gastrointestinální trakt a respirační paralýza. Reakce na otravy z této rostliny mohou také ovlivnit centrální nervový systém. Tyto příznaky mohou zahrnovat ospalost, třes nebo třes svalů, záchvaty, kolaps a dokonce i kómu, které mohou vést k smrti. Míza oleandru může způsobit podráždění kůže, těžké oční záněty a podráždění a alergické reakce charakterizované dermatitidou .